# Teledesic
Teledesic fue un sistema de satélites LEO (Órbita Terrestre Baja) de comunicaciones.
Se basó en el sistema Iridium pero destinada a usuarios de Internet de banda ancha. Fue concebida por Craig McCraw en 1990, pionero de la telefonía móvil.
En sus inicios, la meta del sistema Teledesic fue ofrecer a millones de usuarios concurrentes Internet en un enlace ascendente de hasta 100 Mbps y un enlace descendente de hasta 720 Mbps mediante antenas pequeñas y fijas de tipo VSAT, ignorando por completo el sistema telefónico.
El diseño original consistía en un sistema de 288 satélites de huella pequeña ubicados justo debajo del primer cinturón de Van Allen a una altura de 1350 km. Luego se modificó el diseño a 30 satélites con huellas más grandes.
La transmisión se realizaría en banda Ka, relativamente poco saturada y de gran ancho de banda. Además se utilizaría un sistema de conmutación de paquetes en el espacio, en el cual cada satélite estaría equipado para enrutar paquetes a sus satélites vecinos.